# Alexandru Neagu
Alexandru Neagu (ur. 19 lipca 1948 zm. 17 kwietnia 2010) – rumuński piłkarz grający napastnika w Rumunii.
W latach od 1963 do 1978 roku występował w barwach Rapid Bukareszt. W reprezentacji swojego kraju wystąpił 17 razy w latach 1970–1972 zdobywając 4 bramki.